# Spermacoce cardiophora
Spermacoce cardiophora är en måreväxtart som beskrevs av Harwood. Spermacoce cardiophora ingår i släktet Spermacoce och familjen måreväxter. Inga underarter finns listade i Catalogue of Life.